# 旋盤
旋盤（せんばん、英: lathe）は被切削物を回転させ、固定されているバイトと呼ばれる工具で切削加工をする工作機械の一つである。主に「外丸削り」、「中ぐり」、「穴あけ」、「ねじ切り」、「突切り」と呼ばれる各加工を行う。
被切削材料が回転するため、加工品は必ず回転軸に対して対称形になる（円筒や円錐、皿形など）。
旋盤や轆轤での加工物を『挽き物』という。

## 旋盤の沿革
- 弓旋盤（bow lathe）
- 竿旋盤（pole lathe）

## 構造

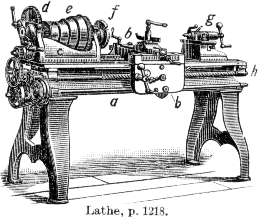
古典的な旋盤

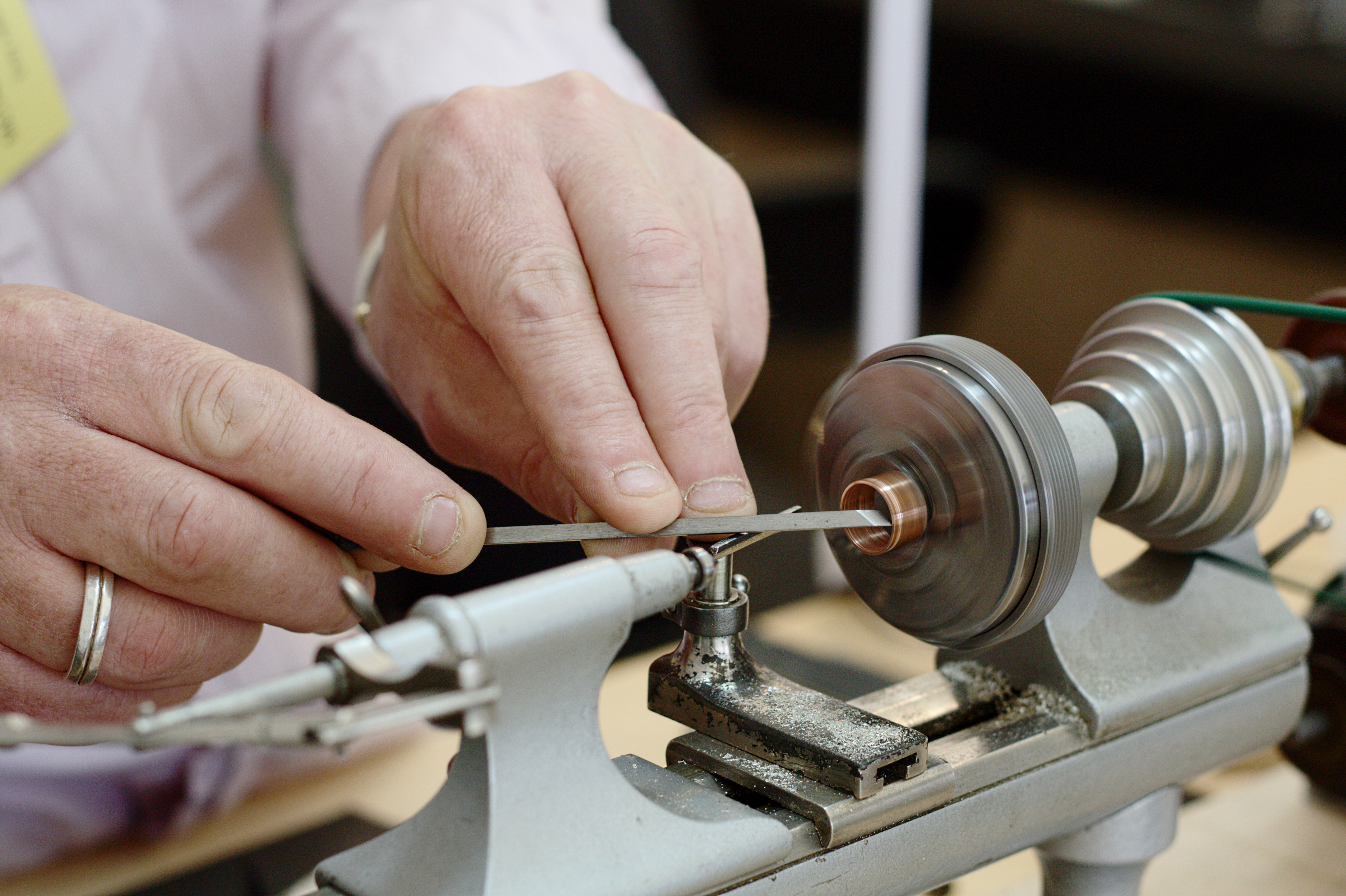
旋盤を使い銅から時計の部品を作成している時計職人

ベッド（bed）
旋盤の基礎となる部分でレールのように往復台と心押し台を正確に平行移動させる案内面となっている。
主軸台（head stock）
ベッドの左端に位置し、主軸、変速装置、自動送り装置が内蔵されている。
主軸（main spindle）
通常は長尺の材料を貫通させて加工できるように中空の軸となっている。先端は外側が面板を取り付けるねじ、内側がセンタを取り付けるテーパとなっている。

面板（図f部）
被切削物を固定する。「チャック（chuck）」と呼ばれる万力を取り付けることも多く、また、「センタ（center）」と呼ばれる道具を取り付け対象の両側の回転中心を支えることもある。
心押し台（tail Stock、図g部）
センタを取り付け被切削物の回転中心を主軸方向へ押して支える。ベッド上を自由に移動し容易に固定できる。また、センタの替わりにドリルやリーマを取り付けることも可能である。
往復台（carriage、図b部）
往復台はベッドをまたがった状態で備え付けてあり縦方向に動かせる。被切削物の長さ方向の送りである。主軸の回転に同期した自動送りが可能で、これを利用してねじ切りも行われる。
横送り台
往復台の上に置かれ、それとは直角の横方向へ動かすことができる。被切削物の半径方向の送りであるため、主に加工径の調整に用いられる。
刃物台（図b最上部）
バイトを取り付ける部分である。横送り台の上に旋回台を介して据え付けられている。通常は往復台と平行にして使用するが、テーパー削りの際は任意の角度に調整して刃物に送りを与えることができる。

## 種類

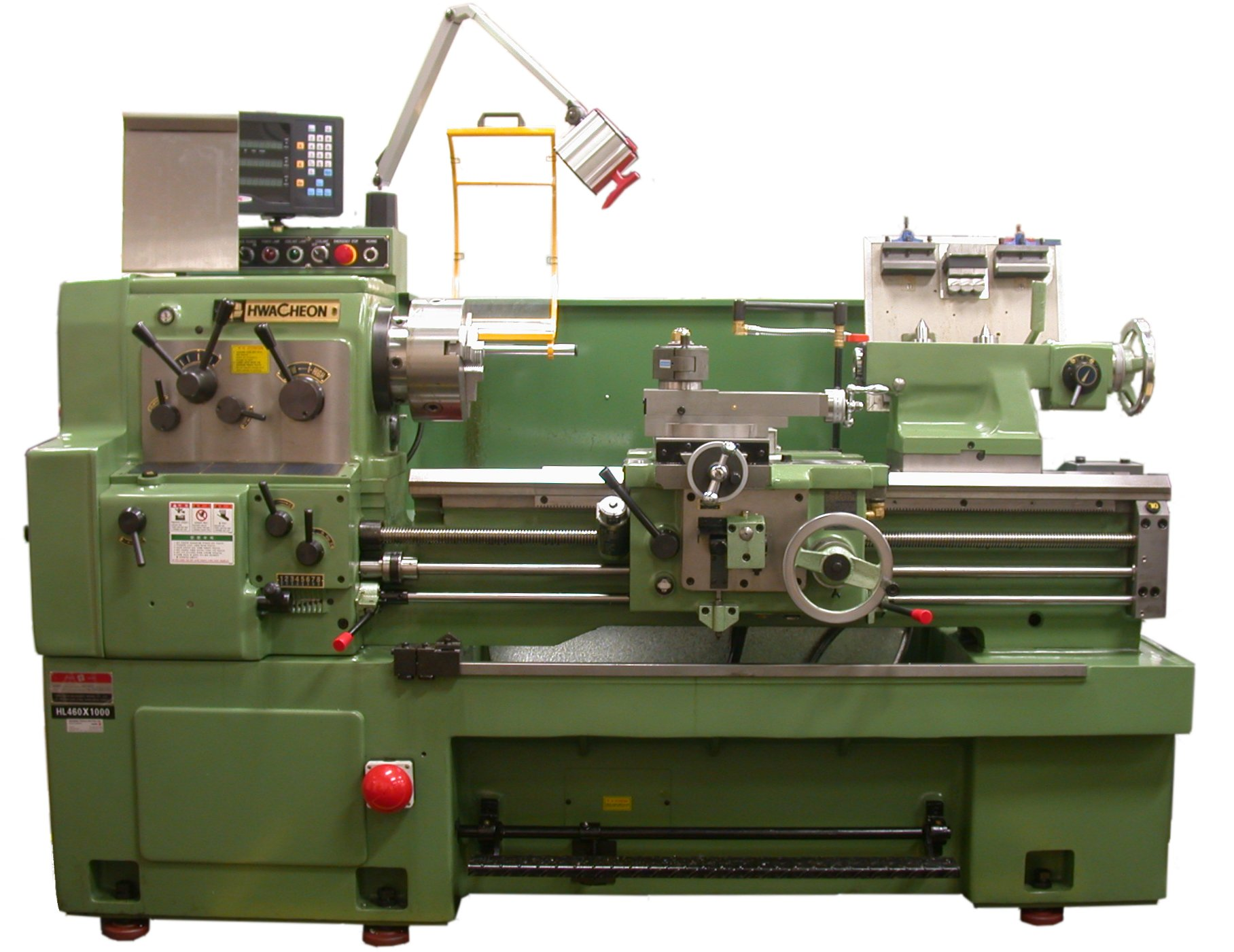
普通旋盤

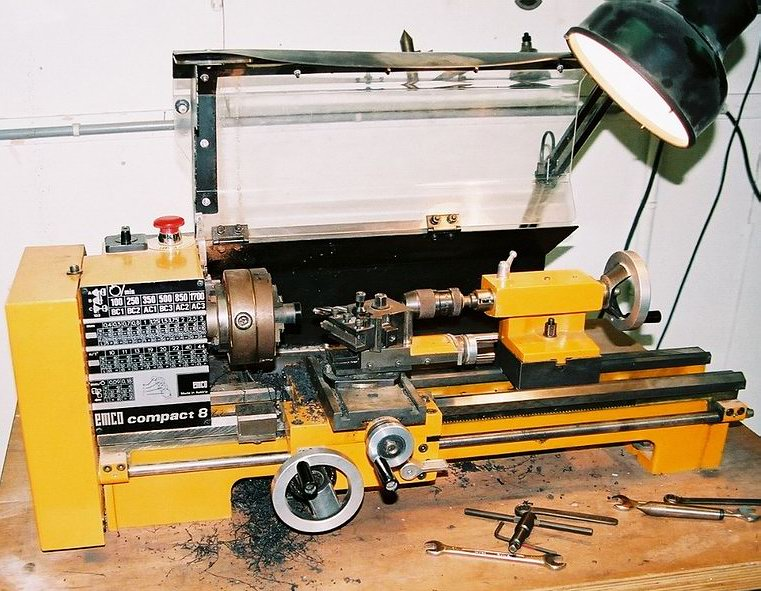
卓上旋盤

普通旋盤（engine lathe）
工作物の両端を抑えこれを回転させて刃物台のバイトで加工する工作機械。
高速旋盤
高速度切削に対応するように切削能力が高度化されたもの。用途は普通旋盤と同様
工具旋盤
精密度の高い旋盤。構造は普通旋盤と同様。
卓上旋盤（bench lathe）
小型の旋盤であり、作業台などの上に据え付けて使用される。「ベンチレース」とも呼ばれる。
正面旋盤（face lathe）
比較的大型の主軸が作業者の正面を向いた旋盤。
立て旋盤（turning mill）
主軸が上を向いた旋盤。水平に回転させるため被切削物が重量物やアンバランスでも安定した加工ができる。
タレット旋盤（turret lathe）
タレット式の刃物台を持った旋盤。詳しくはタレット旋盤を参照。
多刃旋盤
多数のバイトを刃物台に取り付けたもの。同一種類の製品を大量生産できる。
車輪旋盤
車両工場などで車輛の動輪切削用に使われる特殊用途の旋盤。
倣い旋盤（copying lathe, tracer lathe）
倣い装置によって形状の複製を可能にした旋盤。NC旋盤の開発以前に手動では切削困難な曲線や、テーパ部を能率よく加工するために用いられた。

### NC旋盤

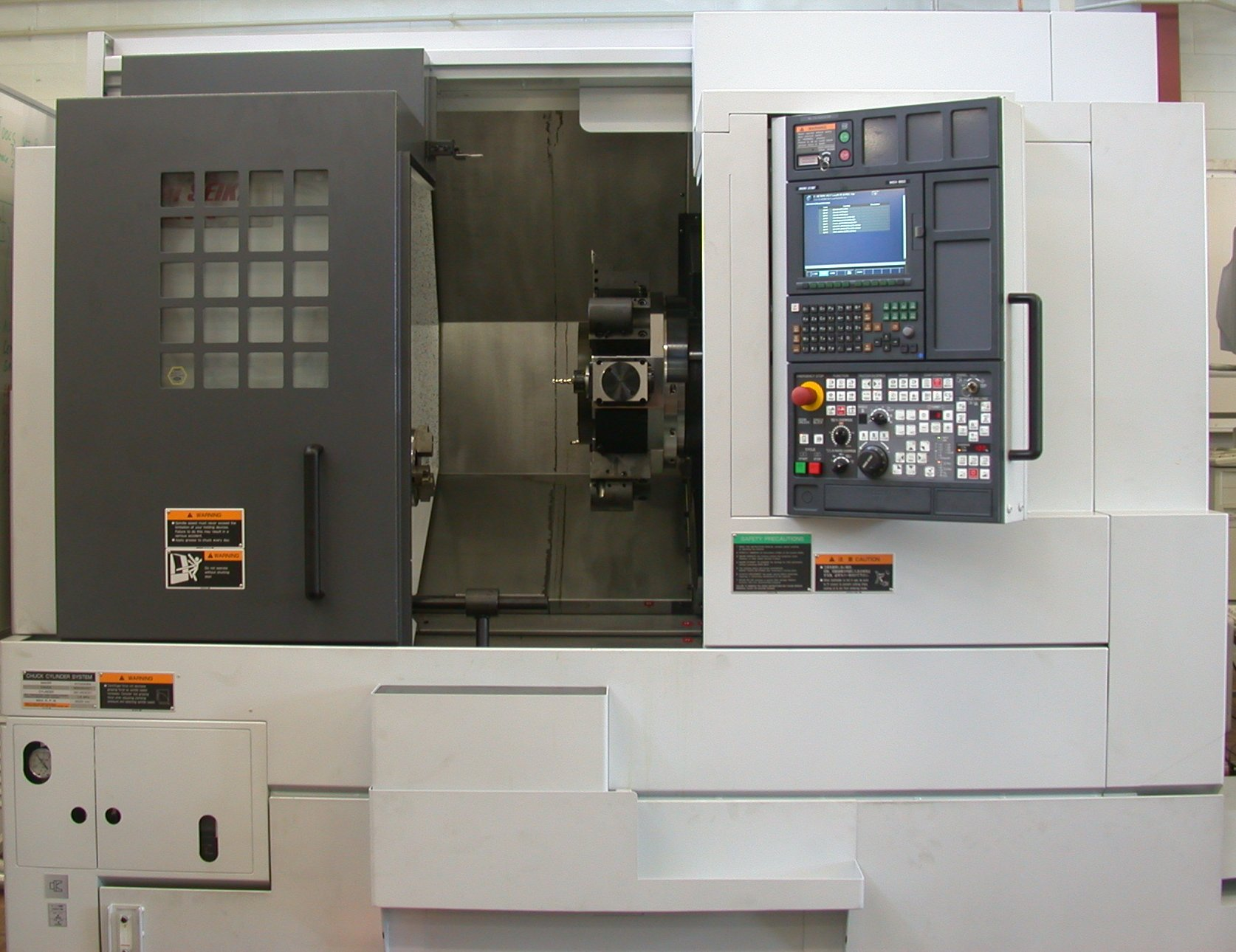
NC旋盤の例

NC旋盤 は、各種の旋盤に数値制御（Numerical Control）装置を取り付け、刃物台の移動距離や送り速度を数値で指示できるようにしたものである。現在では、コンピュータを用いての制御（CNC）が主流であり、この中には、回転中心から外れた穴の加工やフライス加工などを可能にした「ターニングセンタ」と呼ばれる工作機械もある。通常タレット式の刃物台が設けられるが、小型のＮＣ旋盤では櫛刃式の刃物台が設けられる機械も多い。
NC旋盤の2004年の国内生産額は約2076億円（経済産業省調べ）。内、ヤマザキマザック30%、森精機製作所（現・DMG森精機）23%、オークマ21%、シチズン時計11%と推定されている。

## 主な旋盤加工
外丸削り（そとまるけずり）
外径旋削、すなわち、円筒の外側をバイトで切削すること。「ターニング」とも言う。
突切り（つっきり）
径方向へ対象物の回転中心を越えて切削して行くこと。とくに、対象を素材から切り離す、または切り落とす加工のことを言う。また、それに使用される工具のことも指す。突切りをした面は大抵荒くなってしまうことが多い。
面（つら）
端面のこと。例、「面削り」
中刳り（なかぐり）
円筒の内側をバイトで加工すること。「ボーリング」とも言う。
テーパー削り
工作物を斜めに削る。円錐面を削ること。
ネジ切り
工作物にネジ山を付ける切削の事。

## 用語
キリコ
加工によって発生する切り屑のこと。「切子」「切り粉」「切り子」などとも書かれるが、これらは当て字であると言われている。別名、ダライ粉。
バイト
旋削に使用される工具（金属用刃物）のこと。
～を引く(挽く)
特に外径や端面を削ることについて用いる。例：面(つら)を引く・外径引き

## 注意
一般的な工作機械と同じく、旋盤を取り扱う際は注意を払わないとけがの原因になる。このほか、機構的な注意点がある。
例えば、旋盤で半径{\displaystyle r}の円柱形の表面を回転速度{\displaystyle \omega _{cyc}}で切削すると仮定すると、{\displaystyle s}秒間にバイトが切削する長さ{\displaystyle f(r)}は
{\displaystyle f(r)=2\pi rs\omega _{cyc}}
となる。すなわち半径と表面の切削速度は比例関係になるため、切削物を大きいものに変えると切削速度が速くなる。これに伴う切削抵抗の増大により、バイトが振動して加工面が粗くなる「ビビリ」や、発熱によるバイトの磨耗や割れが発生する。